# Драганер, Владимир Михайлович
Влади́мир Миха́йлович Драгане́р (род. 2 марта 1981, Любашёвка, Одесская область, УССР, СССР) — российский серийный убийца, совершавший преступления в городе Камышине Волгоградской области.

## Биография

### Детство
Владимир Драганер родился 2 марта 1981 года в посёлке Любашёвка Одесской области. Позже вместе с матерью переехал в город Камышин Волгоградской области, где они поселились на улице Базарова. В детстве мать часто его унижала и жестоко избивала за малейшую провинность. Окончив школу, Драганер поступил в ПТУ № 14, где и учился на момент совершения всех преступлений. Он мечтал служить в Вооружённых силах, для чего хотел научиться без страха применять оружие против людей и убивать их, что и стало одной из причин совершения серии убийств.

### Убийства
С 8 марта 1999 года Драганер совершил три убийства девушек с особой жестокостью, одной из жертв нанёс более 50 ножевых ранений. При этом он никогда не насиловал и не грабил потерпевших, забирая лишь символические вещи (например, украшения) в качестве трофеев. Летом 1999 года впервые одна из жертв выжила после нападения и дала описание преступника, но это не помогло следствию.
Также Драганер совершил два убийства молодых людей. Его соучастниками в этих преступлениях стали знакомые по ПТУ: Павел Иванников, Алексей Козлов, Александр и Дмитрий Шубины. Сначала Драганер предложил убить сокурсника, который, по словам его знакомых, «тиранил» их. Обидчика вывезли на рыбалку, где избили до потери сознания. Потом связали, привязали к ногам кусок железа, вывезли на лодке и утопили в Волге. Спустя какое-то время труп всплыл — в сводках УВД он числился неопознанным.
Однажды один из друзей Драганера по имени Иван увидел на нём перепачканную кровью одежду и спросил, не он ли тот камышинский маньяк, которого все ищут. После этого Драганер с сообщниками хладнокровно избили Ивана и, связав, вывезли по грунтовой дороге, ведущей к селу Сестренки, к лесопосадкам в районе военной части. Там была выкопана могила, в которую бросили жертву. И Драганер застрелил своего друга. После убийства могилу закопали, друг стал числиться пропавшим без вести, его дело с изъятыми у родственников фотографиями оказались на столе того же следователя, который расследовал дело Драганера.

### Арест, следствие и суд
В конце августа 1999 года выжившая жертва случайно заметила на столе следователя фотографию, на которой пропавший Иван был запечатлён вместе со своим другом Владимиром Драганером, и опознала в последнем напавшего на неё маньяка. Драганер был задержан в военкомате, где проходил призывную комиссию. Он сразу же признался в совершении всех преступлений и рассказал о сообщниках, обвинял мать в том, что она стала причиной его ненависти к женщинам, которым он мечтал мстить с детства, поэтому убил первую жертву в Международный женский день.
Судебно-психиатрическая экспертиза установила, что Драганер был вменяем, расстройствами психики не страдал и осознавал всю тяжесть совершаемых им деяний. 18 июля 2001 года Волгоградский областной суд приговорил Владимира Драганера к пожизненному лишению свободы. К длительным срокам заключения были приговорены его сообщники.

### В заключении
Драганер был отправлен отбывать наказание в ФКУ ИК-6 УФСИН России по Оренбургской области, более известной как «Чёрный дельфин». В период отбывания наказания Драганер трудоустроился, получил специальность и полностью возместил моральный вред потерпевшим.
В 2019 году дал интервью газете «Московский комсомолец».
Отбыв в тюремном заключении более 25 лет, Владимир Драганер подал ходатайство об условно-досрочном освобождении, в котором заявил, что в случае освобождения вернётся к матери в Волгоградскую область и начнёт новую жизнь, однако с учётом мнения администрации колонии «Чёрный дельфин» и прокуратуры ему было отказано. Следующее ходатайство он может подать в 2028 году.

## В массовой культуре
- Документальный фильм «Наследник Дракулы» из цикла «Цена любви» (2004)[10]
- Документальный фильм «Дракула» из цикла «Вне закона» (2006)[11]